# Staphylea pinnata
Staphylea pinnata (L., 1753), comunemente nota come bossolo o falso pistacchio, è una pianta appartenente alla famiglia delle Staphyleaceae, originaria di Europa, Caucaso e Asia minore.

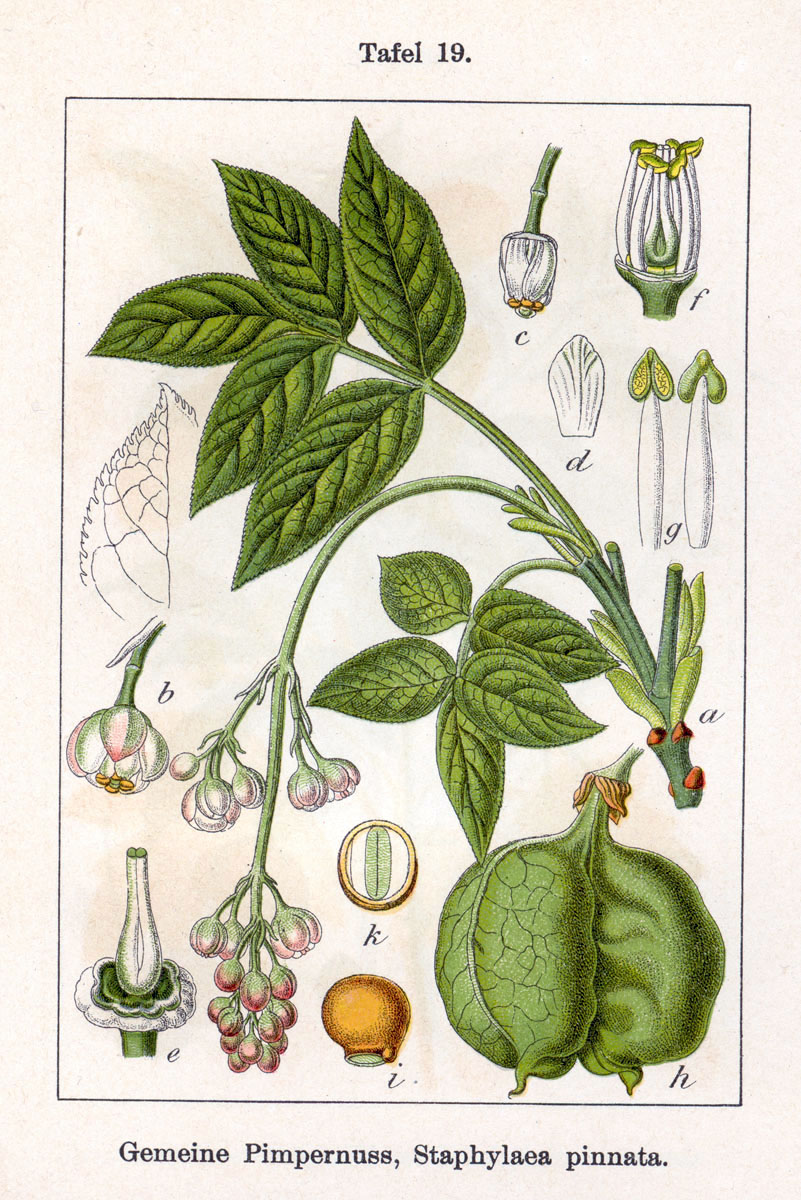
Tavola botanica di S. pinnata.

## Descrizione
È un arbusto deciduo che può raggiungere i 6 metri d'altezza.
Le foglie sono imparipennate, e fiorisce tra maggio e giugno. I fiori sono bianchi, profumati e a forma di campana, raccolti in pannocchie lunghe fino ai 13 cm.
I frutti maturano tra settembre e novembre, e sono capsule che raggiungono i 4 cm. I semi sono commestibili.

## Distribuzione e habitat
S. pinnata è una specie presente in Europa centro-orientale (dalla Francia all'Ucraina) ed in alcune stazioni isolate in Asia Minore e Caucaso.
In Italia è presente in una fascia pedemontana / prealpina a sud delle Alpi Centrali e Orientali e inoltre in aree collinari e montane dell'Appennino dall'Emilia alla Campania.

## Coltivazione
È coltivato come pianta ornamentale in suoli non troppo aridi o alcalini.

## Galleria d'immagini

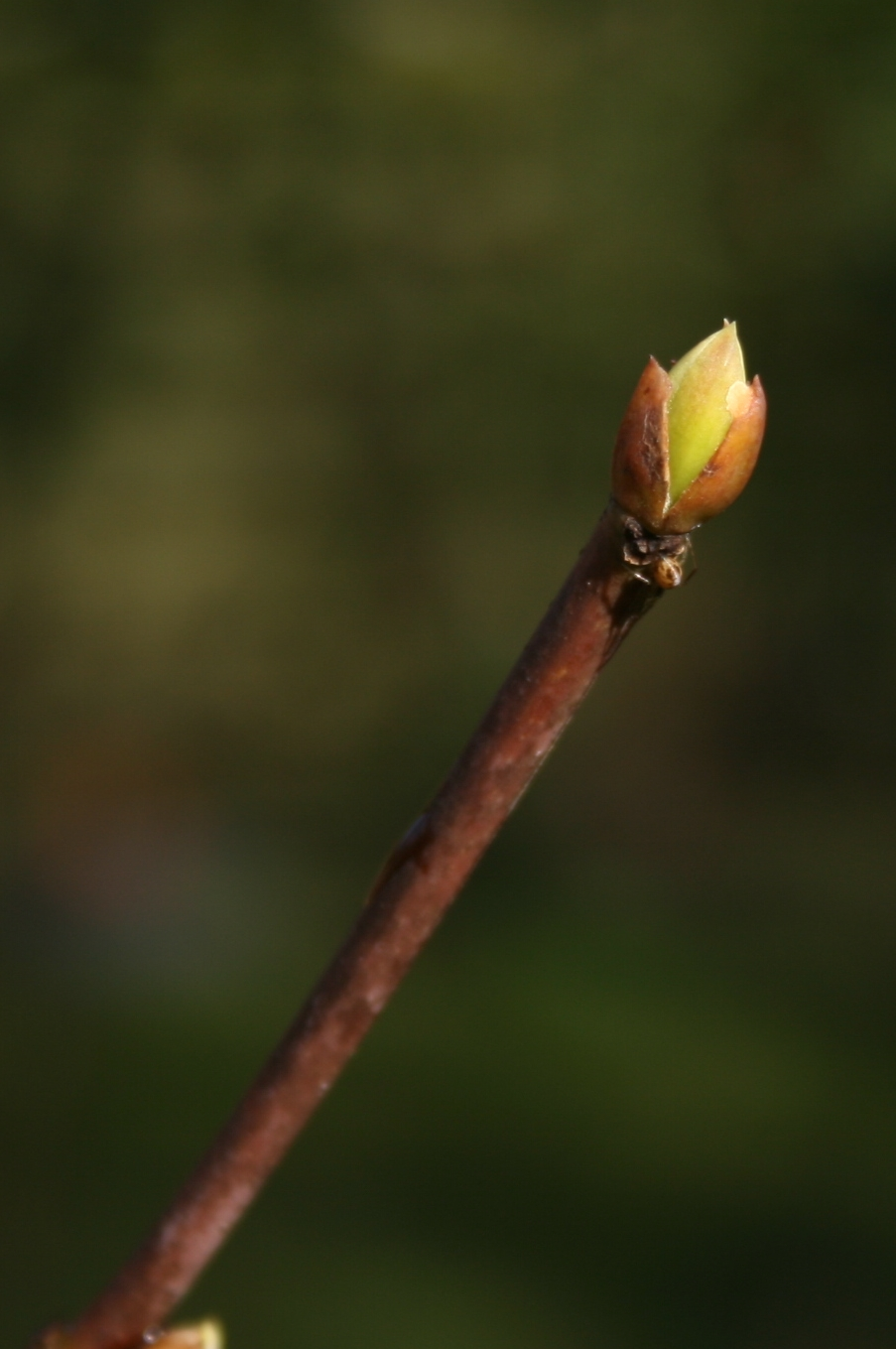
Bocciolo
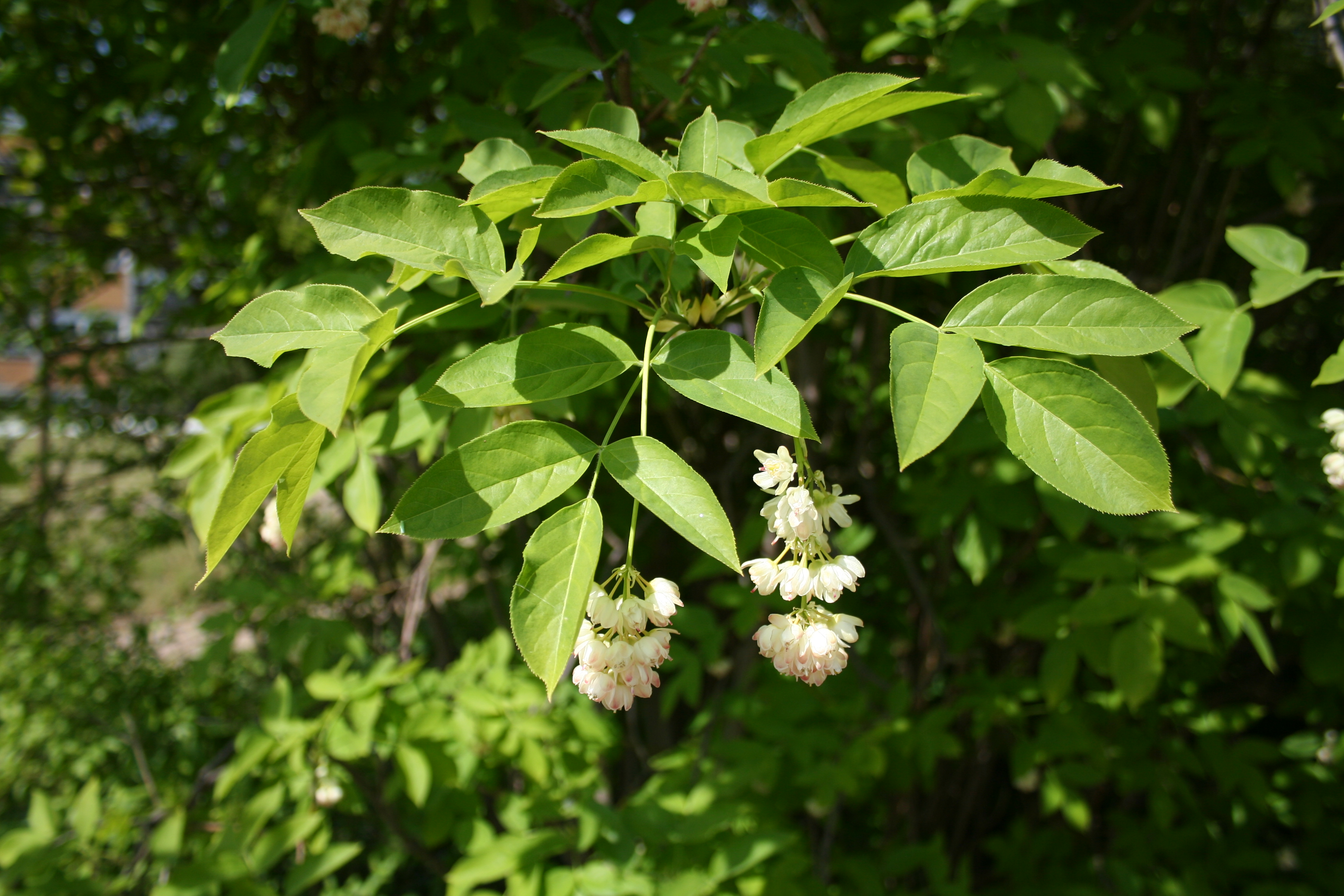
Fiori
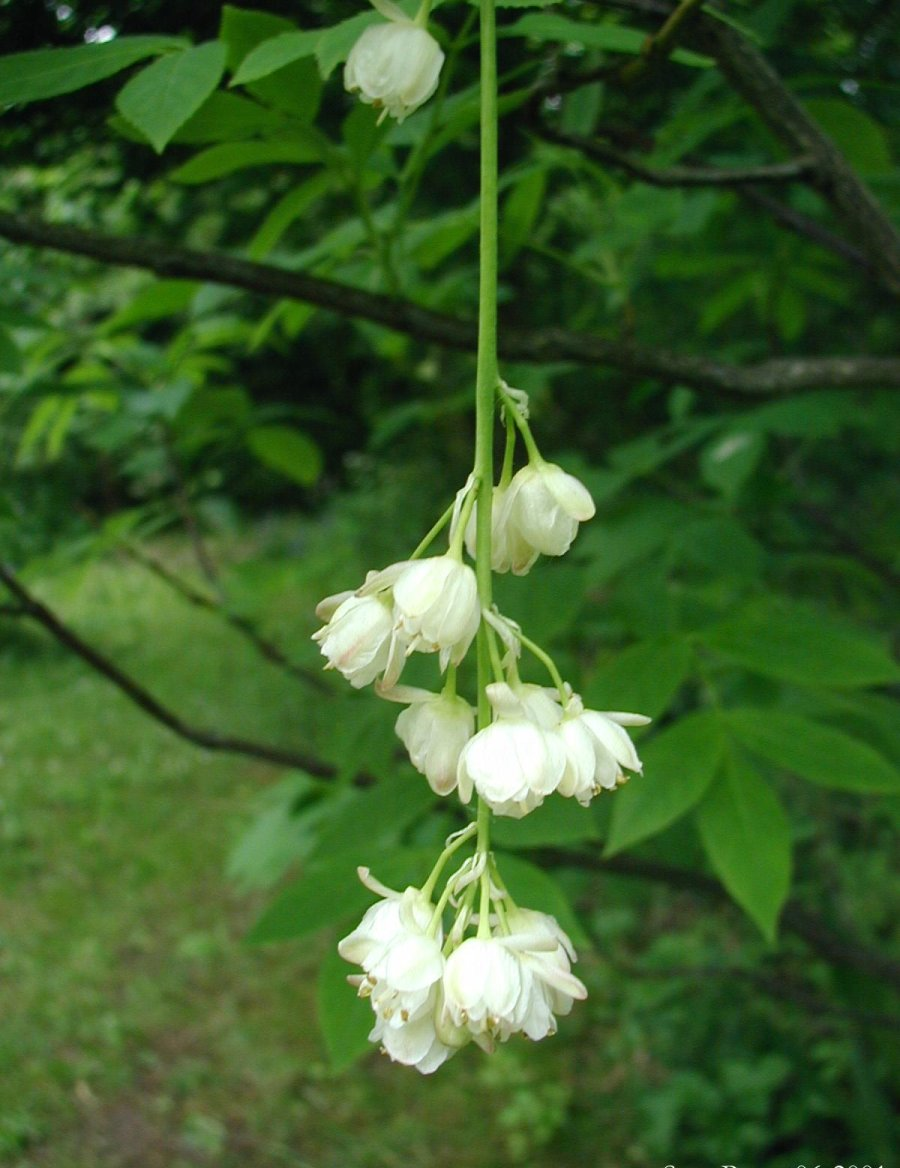
Infiorescenza
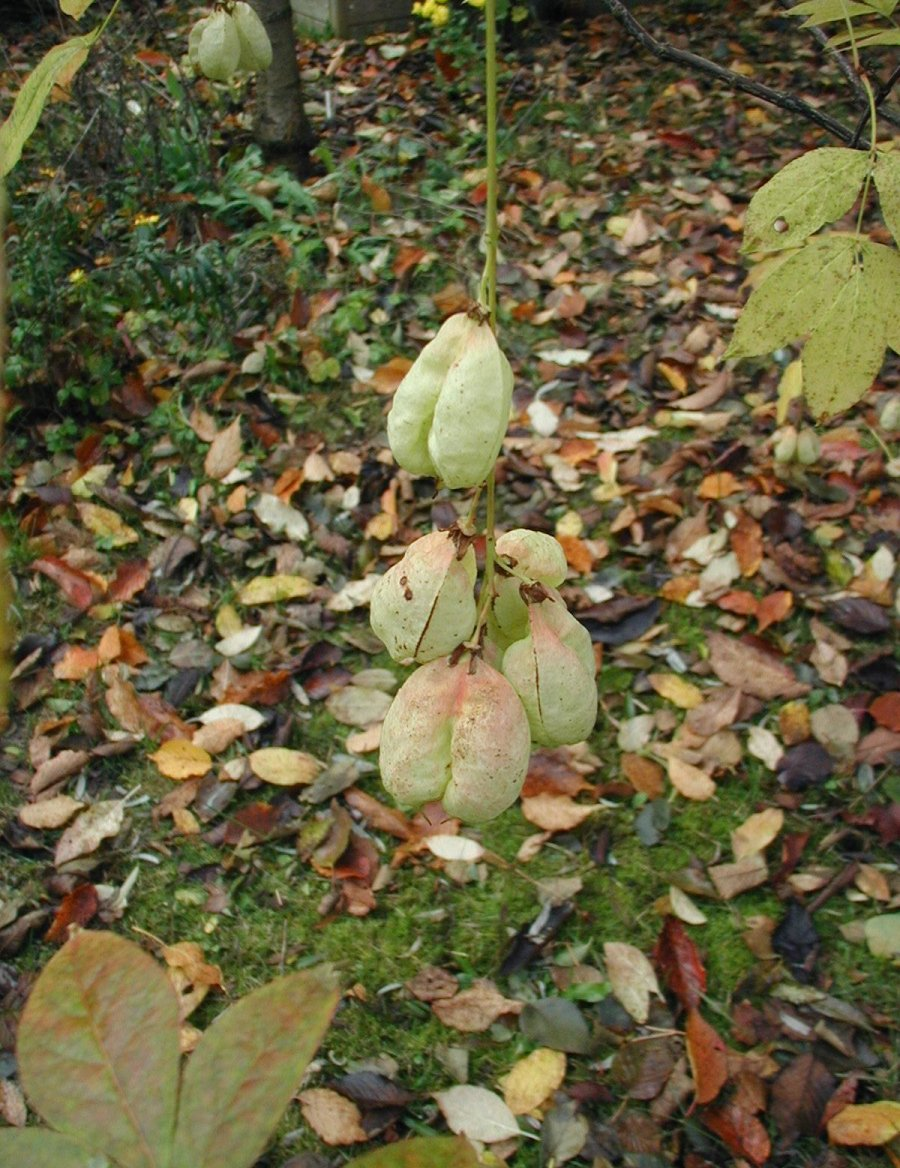
Frutti